# Luna Snow
Luna Snow (Seol Hee) es una superheroína que aparece en los cómics estadounidenses publicados por Marvel Comics. Creada por el escritor Greg Pak y el artista Gang Hyuk Lim, apareció por primera vez en el videojuego móvil Marvel Future Fight (febrero de 2018) y posteriormente su aparición en el cómic War of the Realms: New agents of Atlas (mayo de 2019). Además de ser una superheroína, es una idol de K-Pop surcoreana que posee superpoderes basados en el hielo, conocida con el nombre artístico de Luna.

## Desarrollo

### Concepto y creación
El nombre de Seol Hee se traduce como «nieve» y «esperanza» en coreano. Apareció por primera vez como un personaje original en el videojuego Marvel Future Fight en 2018. El desarrollador de juegos móviles surcoreano Netmarble solicitó un «mago de hielo que pudiera curar y causar daño» para el juego. También fue creada en respuesta a los lectores de cómics que pedían más personajes que sean más diversos culturalmente. El director creativo ejecutivo de Marvel Games, Bill Rosemann, comentó sobre su debut: «Marvel tiene los mayores fanáticos en todo el mundo y merecen héroes a los que no solo puedan animar mientras luchan contra el mal, sino con los que también conectarse a nivel personal.» Marvel Entertainment posteriormente lanzó varios sencillos promocionales para Luna Snow. Seol Hee fue introducida más tarde en el Universo Marvel en 2019.

### Historial de publicaciones

#### 2010s
Seol Hee debutó en War of the Realms: New Agents of Atlas #1 (mayo de 2019), creado por Greg Pak y Gang Hyuk Lim. Más tarde ellas apareció en la serie Agents of Atlas del 2019. Apareció en el one-shot Future Fight Firsts: Luna Snow de 2019, su primer cómic en solitario. Según Diamond Comic Distributors, fue el cómic número 140 más vendido en octubre de 2019.

#### 2020s
Seol Hee apareció en la serie Atlantis Attacks de 2020. Más tarde ella apareció en la serie Silk de 2022. Ella apareció en la serie de antología Marvel's Voices: Identity de 2022. Ella apareció en la serie Tiger Division 2022.

## Biografía ficticia
Seol Hee fue criada por su abuela después de la muerte de sus padres. Ella era una aspirante a cantante que quería mantener económicamente a su familia. Más tarde se convirtió en ídolo bajo el nombre artístico de Luna.
Durante una presentación en vivo en Stark Arena, Seol Hee se convirtió en rehén de la organización de supervillanos Advanced Idea Mechanics (A.I.M.), después de que intentó defender a los asistentes del evento. Ella estaba atrapada dentro de un reactor de fusión fría que funcionaba mal. Hee obtuvo superpoderes basados en el hielo mientras intentaba escapar. Más tarde derrotó a las fuerzas de A.I.M. y se hizo conocido como Luna Snow.
Seol Hee luchó con Crescent y White Fox contra demonios provenientes de Muspelheim. Inicialmente ella fue capturada por Sindr antes de que Amadeus Cho la rescatara. Ella usó sus superpoderes para evitar que el hielo polar del Polo Norte se derritiera con la ayuda de Aero y Wave. Seol Hee y el otro Agente de Atlas luego derrotaron a Sindr.
Mientras estaba en Tokio, Luna Snow luchó contra un grupo de wyverns después de que Mike Nguyen comenzara a fusionar varias ciudades asiáticas dentro de la ciudad de Pan.

## Poderes y habilidades
Seol Hee posee superpoderes basados en el hielo. Ella tiene la capacidad de generar hielo oscuro con efectos destructivos y hielo claro con propiedades curativas. Además, ella es una consumada cantante y bailarina.

## Recepción

### Respuesta crítica
Tim Webber de Comic Book Resources nombró a Seol Hee como uno de los «personajes surcoreanos más destacados de Marvel», mientras que Noah Domínguez la llamó un personaje «favorito de los fanáticos». Madeline Ricchiuto de Bleeding Cool declaró que Seol Hee recibió una «recepción positiva de los fans». Previews World llamó a Seol Hee un «personaje favorito de los fanáticos». Angela Davis de Screen Rant describió a Seol Hee como un «héroe favorito de los fanáticos».

### Impacto
Jon Arvedon de Comic Book Resources llamó a Luna Snow una «sensación del K-pop surcoreano favorita de los fanáticos».En enero de 2023, sus sencillos «Tonight» y «Flow feat. Luna Snow (Space Remix)» alcanzaron respectivamente más de 86 000 y 41 000 visitas en YouTube.

## En otros medios

### Videojuegos
- Seol Hee/Luna Snow aparece como personaje jugable en Marvel Future Fight.[37]
- Seol Hee/Luna Snow aparece como una personaje jugable en Marvel Super War, con la voz de Victoria Grace.[38]

### Universo cinematográfico de Marvel
En junio de 2023, se rumoreaba que la cantante surcoreana Jennie interpretaría a Seol Hee/Luna Snow en el Universo cinematográfico de Marvel (UCM). YG Entertainment negó oficialmente el rumor unos días después al afirmar que Marvel nunca hizo tal oferta. Sin embargo, varios medios de comunicación informaron más tarde que la agencia ha estado en conversaciones con Marvel desde 2021, pero se negó a permitir que Jennie trabajara con el estudio debido a su agenda.
En 2025 aparece brevemente en el episodio 5 de la 1° temporada de la serie Tú amigo y vecino Spiderman, en una foto en el Instagram de Harry Osborn 

### Música
- Seol Hee/Luna Snow interpreta «Tonight», con la voz de un artista no acreditado.[42]
- Seol Hee/Luna Snow interpreta «I Really Wanna (con Krysta Youngs)», con la voz de Hyungseo.[43]
- Seol Hee/Luna Snow realiza un remix de «Tonight», con la voz nuevamente de Hyungseo.[44]
- Seol Hee/Luna Snow interpreta «Flow (feat. Luna)», con la voz de Luna.[45]
- Seol Hee/Luna Snow interpreta «Fly Away» con la voz de MinMin.[46]
- Seol Hee/Luna Snow interpreta «I Really Wanna Fly Away (Summer Remix)», con la voz de Jieun y Kimnara.[47]
- Seol Hee/Luna Snow interpretan «Flow feat. Luna Snow (Space Remix)», nuevamente con la voz de Luna.[48]